# Mindre linjordloppa
Mindre linjordloppa (Longitarsus parvulus) är en skalbaggsart som först beskrevs av Gustaf von Paykull 1799.  Mindre linjordloppa ingår i släktet Longitarsus, och familjen bladbaggar. Enligt den finländska rödlistan är arten sårbar i Finland. Enligt den svenska rödlistan är arten sårbar i Sverige. Arten förekommer i Götaland, Gotland, Öland och Svealand. Artens livsmiljö är odlingsmark.